# یکی از دگرگونی‌های روحی من
یکی از دگرگونی‌های روحی من (به انگلیسی: One of My Turns) آهنگی از آلبوم ۱۹۷۹ گروه موسیقی پراگرسیو راک پینک فلوید با نام دیوار است. همچنین به عنوان تک‌آهنگ در پشت «بخش دوم آهنگ آجری دیگر در دیوار» منتشر شد.

## درباره آهنگ
این آهنگ به سه قسمت جدا تقسیم می‌شود،بخش اول به صورت گفتگو است،بخش دوم اشعار به صورت ملایم خوانده می‌شود،بخش سوم اشعار با صدای بلند خوانده می‌شود.آهنگ در مدت ۳:۴۱ ثانیه است و واترز تمرین‌های سختی برای خوانندگی در این آهنگ انجام داد.

## داستان و نسخه فیلم
در ادامه آهنگ قبلی، (شهوت تازه) پینک دختری را به اتاق هتلش می‌آورد، دختر با تعجب از اندازه اتاق و تعداد گیتارهای پینک، ابتدا می‌رود تا یک لیوان آب بخورد و از پینک می‌پرسد: تو هم می‌خوای؟ پینک به او جوابی نمی‌دهد. ناگهان دختر وان حمام را می‌بیند و از پینک می‌پرسد آیا تمایلی به دوش گرفتن دارد؟ اما پینک خیره به تلویزیون و غرق در افکار خودش و خیانت همسرش است. 
در بخش دوم که پینک غمگین، اما آرام است، از سردی عشق و رابطه با همسرش می‌گوید، تا این که در بخش سوم ناگهان خشمگین می‌شود و شروع به داد زدن سر دختر و شکستن وسایل می‌کند و دختر وحشت زده از این طرف به آنطرف فرار می‌کند و در آخر از دست پینک فرار می‌کند.

## سازندگان و نوازندگان
- راجر واترز - خواننده و بیس
- دیوید گیلمور - لید گیتار
- نیک میسن - درام و پرکاشن
- ریچارد رایت - پیانو
- باب ازرین - ارگ
- لی ریتنور - ریتم گیتار